# Красный Посад
Красный Посад — поселок в Богородицком районе Тульской области. Входит в Товарковское сельское поселение.

## География
Расположен в 4 км на юг-юго-запад по прямой от города Богородицк.

## История
Впервые отмечен на карте 1927 года. На карте 1941 года отмечен как два поселения: Ломовские выселки с 27 дворами и Товарковские выселки с 38 дворами.

## Население
Численность население составляла 76 человек (русские 100 %) в 2002 году, 69 в 2010.